# الصميع (مناخة)

تعديل مصدري - تعديل

الصميع هي إحدى قرى عزلة هوزان بمديرية مناخة التابعة لمحافظة صنعاء، بلغ تعداد سكانها 79 نسمة حسب تعداد اليمن لعام 2004.